# Félix Kir

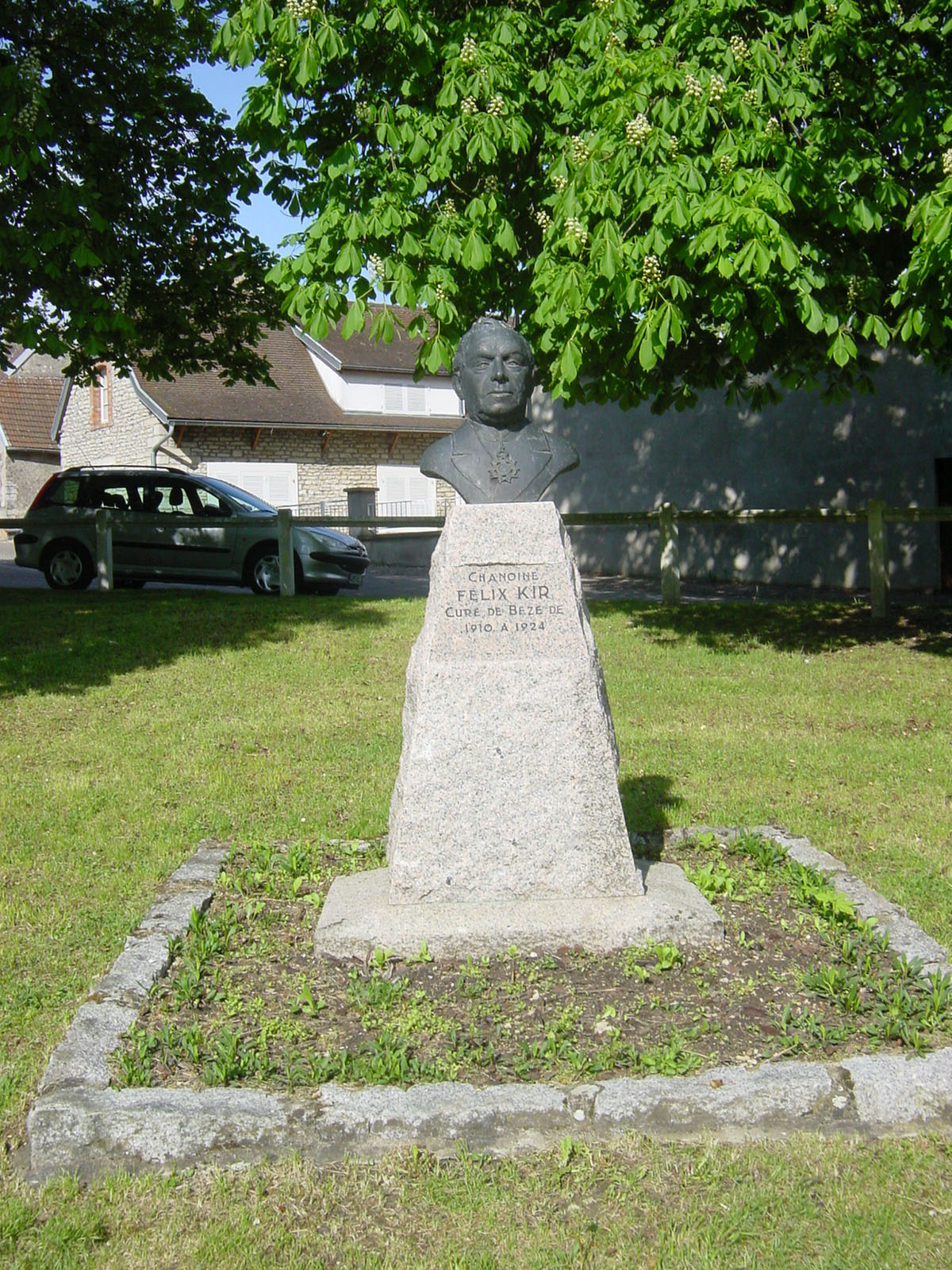
Büste von Félix Kir in Bèze

Félix Adrien Kir, genannt Kanonikus Kir (* 22. Januar 1876 in Alise-Sainte-Reine; † 25. April 1968 in Dijon) war ein französischer Kanoniker und Politiker. Er gab dem Weinmischgetränk Kir seinen Namen.

## Biografie
Kir wurde in Alise-Sainte-Reine im Département Côte-d’Or, ca. 60 km nordwestlich von der burgundischen Hauptstadt Dijon entfernt, geboren. Er wuchs in einfachen Verhältnissen auf, besuchte ab 1891 das Priesterseminar (Petit Séminaire) in Plombières-lès-Dijon und anschließend das Grand Seminaire in Dijon. Am 29. Juni 1901 wurde er in Dijon zum Priester geweiht.

## Der Seelsorger
Ab dem Jahre 1904 wirkte er als Vikar in Notre-Dame de Dijon, wo seine Predigten bei der Bevölkerung aufgrund seiner deutlichen Worte sehr geschätzt wurden. In der Region rund um Dijon war er in verschiedenen Gemeinden Pfarrer, so in Bèze 1910 bis 1924, später in Nolay. Nach dem Ersten Weltkrieg trat er als katholischer Redner in vielen Versammlungen hervor.
Am 21. November 1931 erfolgte dann seine Berufung zum Domherren (lat. Form: Canonicus). Aufgrund seiner pragmatischen Art und seiner kommunikativen Fähigkeiten setzte ihn sein Bischof bald als Chefredakteur der katholischen Zeitschrift Le Bien du Peuple ein. Hierdurch wurde er in Dijon und Umgebung zu einer Person öffentlichen Ansehens.

## Der Widerständler
Während der Besetzung von Burgund im Zweiten Weltkrieg beteiligte er sich an einigen Aktionen der Résistance. Er ermöglichte die Flucht von 5000 französischen Kriegsgefangenen im Lager von Longvic. Er wurde festgenommen und zum Tod verurteilt. Das Urteil wurde aber nicht vollstreckt und Kir am 7. Dezember 1940 nach 57 Tagen Haft – auf Intervention des päpstlichen Nuntius – wieder freigelassen. Mit seinem Lebensmut und seiner Würde erwarb er sich selbst den Respekt der Deutschen.
Kaum begnadigt, setzte er seine heimlichen Aktionen fort. Zum zweiten Mal verhaftet wurde er im Januar 1944 zum Ziel eines von Freischärlern verübten Attentats. Ein 17-jähriger feuerte ein ganzes Magazin auf ihn ab. Trotz seiner schweren Verletzung gelang es ihm erfolgreich, sich der Verfolgung der Gestapo zu entziehen, wobei ihm sein Ansehen in der Bevölkerung hilfreich war.

## Der Politiker
Bereits im Jahre 1940 wurde er zum ersten Mal in den Stadtrat von Dijon gewählt. Nach der Befreiung wurde er Oberbürgermeister von Dijon. Mehrfach wiedergewählt, füllte er dieses Amt 23 Jahre lang aus. Von 1945 bis 1967 war er Mitglied des Generalrats der Côte-d’Or, Abgeordneter für die Côte-d’Or und Mitglied der französischen Partei CNI. In den Jahren 1953 bis 1967 war er Alterspräsident der französischen Nationalversammlung.
Große Verdienste erwarb er sich bei der Altstadtsanierung von Dijon. Auf seine Anregung wurde ein künstlicher See nahe der Stadt geschaffen, der seinen Namen trägt – »Lac Kir«.
Felix-Adrien Kir begründete 1958 gemeinsam mit dem Bürgermeister von Mainz, Franz Stein, die Städtepartnerschaft zwischen Mainz und Dijon; diese zählt zu den ältesten deutsch-französischen Städtepartnerschaften. Er verband Dijon im Laufe der Zeit noch mit mehr als 20 anderen ausländischen Städten, wobei die Sicherung des Friedens durch Aussöhnung sein oberstes Anliegen war: Nach seiner Devise mussten sich die Völker gegenseitig kennen und achten lernen, damit sie einander nicht wieder bekriegen.
Kir wurde folgerichtig zu einem Protagonisten guter deutsch-französischer Beziehungen. Er verstand es, sowohl Kriegsteilnehmer als auch Mitglieder der Résistance und KZ-Insassen aus Dachau und Buchenwald für die Aussöhnung zu gewinnen. Über die Städtepartnerschaft mit Mainz hinaus war er Mitbegründer der »Partnerschaft Rheinland-Pfalz/Burgund«, die von ihm bereits 1953 eingeleitet und am 25. Februar 1957 als gleichnamiger Freundschaftskreis proklamiert wurde. Bis heute ist diese Form der binationalen regionalen Partnerschaft einmalig.

## Die Person

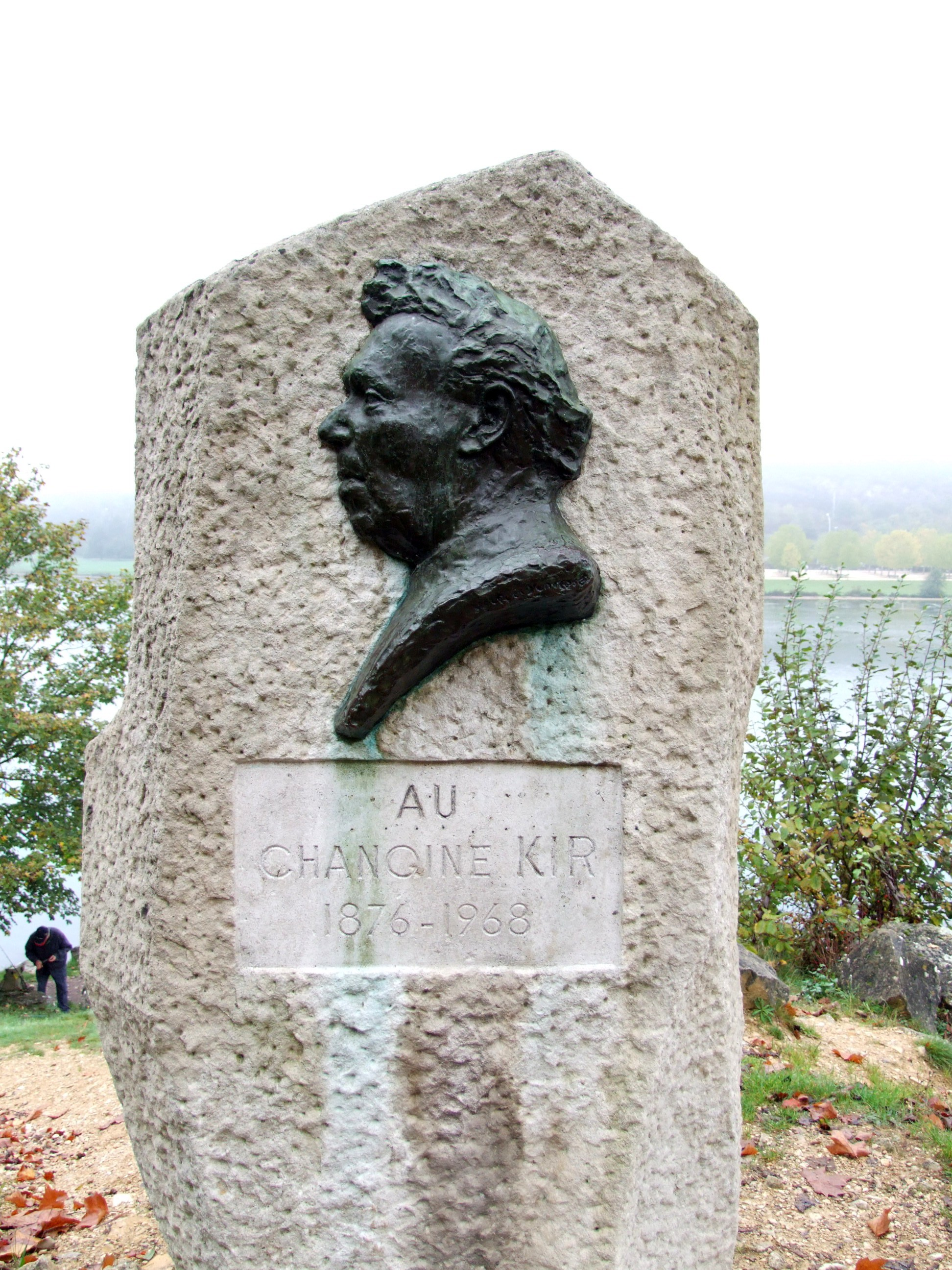
Reliefbild am »Lac Kir« in Dijon

Er war eine selbstbewusste, urwüchsige Person – ein Original. Er war bekannt für seine unbezähmbare Entschlossenheit und sein Gespür für das politisch Machbare. Notfalls zögerte er nicht, das képi zu nehmen, um den Verkehr um das Rathaus von Dijon zu regeln. Er war der letzte Priester, der mit Soutane in den Reihen der Nationalversammlung zu sehen war.
Sein bevorzugter Apéritif war Weißwein mit einem Schuss Crème de Cassis, der heute zu seinen Ehren als Kir bezeichnet wird. Zunächst gestand er 1952 dem Haus Lejay-Lagoute die Exklusivität dieses Namens zu. Später, um die anderen Likörhändler von Dijon nicht zu benachteiligen, erlaubte er ihnen ebenfalls, seinen Namen zu benutzen.
Die Variante Double K wurde 1960 im Zusammenhang eines Treffens mit Nikita Chruschtschow (französisch: Nikita Khrouchtchev) in Cafés in Dijon kreiert: Weißwein + Cassis + Wodka.

## Auszeichnungen
- Er wird 1945 zum Ritter der Ehrenlegion ernannt.
- Ihm wird 1958 das Große Verdienstkreuz der Bundesrepublik Deutschland verliehen.
- Am 13. Juni 1964 wurde Kir Ehrenbürger von Mainz.
- Am 24. Januar 1976 weihte Dijon am Lac Kir ein Standbild zu Ehren des Felix-Adrien Kir ein.